# فيروز سالار
فيروز سالار هي قرية في مقاطعة أذر شهر، إيران. عدد سكان هذه القرية هو 2,405 في سنة 2006.